# 馮毓舜
馮毓舜 ，字爾錫，號景符，廣東廣州府南海縣人，明朝政治人物、賜特用進士出身。
崇禎十五年賜進士，官工部主事，後歸隱。著有《逸言》、《南還集》。